# Tetanocera valida
Tetanocera valida är en tvåvingeart som beskrevs av Friedrich Hermann Loew 1862. Tetanocera valida ingår i släktet Tetanocera och familjen kärrflugor. Inga underarter finns listade i Catalogue of Life.